# Geografia Fisica e Dinamica Quaternaria
Geografia Fisica e Dinamica Quaternaria is een internationaal, aan collegiale toetsing onderworpen wetenschappelijk tijdschrift op het gebied van de aardwetenschappen.
De naam wordt in literatuurverwijzingen meestal afgekort tot Geogr. Fis. Din. Quat.
Het wordt uitgegeven door het Comitato Glaciologico Italiano.